# Anemadagu, Sidlaghatta
Anemadagu là một làng thuộc tehsil Sidlaghatta, huyện Kolar, bang Karnataka, Ấn Độ.